# Suzuki Hayabusa 2008
Новото поколение Suzuki Hayabusa не предлага големи промени в дизайна, но има значителни технологични подобрения. Най-голямата новост е увеличаването на работния обем на двигателя до 1340 куб. см, с което идва и 11% увеличение на мощността. Hayabusa има така наречения Drive Mode Selector, с който водачът може да избира три различни настройки на двигателя (същото като при GSX-R1000).
Увеличена е степента на сгъстяване в цилиндрите до 12,5:1 и са сложени нови, по-ефективни радиатори. Новата Hayabusa отговаря на модерните изисквания за екологичност благодарение на новите си ауспуси, а съединителят има функция за приплъзване, когато се включва на по-ниска предавка. Шасито на големия спортен мотоциклет е подобрено, окачването е напълно регулируемо и отпред, и отзад, има ново рамо на задното колело, а спирачките са радиални, с намален диаметър до 310 мм.

## Технически данни
- Двигател:	1340cc, 4-тактов, 4-цилиндров, водно охлаждане, DOHC, 16-клапана, TSCC
- Диаметър х Ход на буталото:	81.0 x 65.0 mm
- Степен на сгъстяване:	12.5:1
- Горивна система:	Инжекцион
- Мазителна система:	Моркър картер
- Запалване:	Цифрово/Транзисторно
- Трансмисия:	6-степенна, constant mesh
- Final Drive:	#530 верига
- Дължина:	2195 mm (86.6 in.)
- Ширина:	740 mm (29.1 in.)
- Височина:	1170 mm (46.1 in.)
- Височина на седалката:	805 mm (31.7 in.)
- Клирънс:	120 mm (4.7 in.)
- База:	1485 mm (58.5 in.)
- Сухо тегло:	220 kg (485 lbs)
- Предно окачване:	Обърнат телескоп, coil spring, fully adjustable spring preload, adjustable rebound damping and adjustable compression damping
- Задно окачване:	Link-type, gas/oil damped, fully adjustable spring preload, adjustable compression & rebound damping
- Предни спирачки:	Двоен хидравличен диск
- Задни спирачки:	Единичен хидравличен диск
- Предни гуми:	120/70-ZR-17
- Задни гуми:	190/50-ZR-17
- Резервоар:	21 liter (5.5 gal.) 20.0 liter (5.3 gal.) CA. модел
- Цветове:	Оранжево/Черно, Черно/Сиво, Синьо/Черно